# Thrash!
Thrash!Траш! (до 2020 — «thrash! трощимо ціни») — торгова мережа продовольчих супермаркетів в Україні. Заснована у 2016 році, належить торговельній корпорації Fozzy Group. До 2020 року мережа Thrash!Траш! проваджувала діяльність у форматі hard discount (жорсткий дискаунтер).

## Історія
Перші 2 магазини мережі було відкрито у 2016 році в Харкові по вул. Сталінграда, 171, і вул. Дружби Народів, 279А.
Станом на квітень 2019 року налічувала 38 магазинів.
У 2019 мережа відійшла від формату дискаунтер до формату супермаркету.
У 2020 було відкрито 18 магазинів, таким чином торгова мережа стала налічувати 57 магазинів.
Станом на кінець 2024 року мережа налічує 144 маркети по всій Україні.

## Власні торгові марки
У магазинах представлені власні торгові марки мережі Fozzy Group «Премія» та «Повна чаша». Інші марки не представлені, оскільки ціни на товари найнижчі лише цих 2 марок, інші торгові марки відносять до преміальних. В цілому асортимент складав 1500 товарів станом на лютий 2018 року. В мережі не діють картки «Власний рахунок».